# Tweede Kamerverkiezingen 2010/Kandidatenlijst/Lijst 19
De kandidatenlijst voor de Tweede Kamerverkiezingen 2010 van de blanco lijst 19 (de Evangelische Partij Nederland).

## De lijst
De lijst van kandidaten met het aantal behaalde stemmen per kandidaat.
1. Yvette Laclé - 646
2. J. van der Veen - 78
3. L. Heller - 16
4. M. G. van de Beek - 7
5. J. Schuijn - 11
6. K. de Bloois - 6
7. L. J. van der Meer - 9
8. C. J. I. de Boer-Woord - 26
9. J. de Feijter - 3
10. S. O. Cicilia - 5
11. F. A. Laclé - 6
12. C. I. Eersel - 31
13. G. E. S. Vishnudatt - 80

CDA · PvdA · SP · VVD · PVV · GroenLinks · ChristenUnie · D66 · PvdD · SGP · Nieuw Nederland · TON · MenS · Heel Nederland · Partij één · Lijst 17 · Piratenpartij · Lijst 19 (EPN)